# Dekanat Kėdainiai
Das Dekanat Kėdainiai ist ein Dekanat in der Stadtkirche Kėdainiai der römisch-katholischen Diözese Kaunas.

## Kirchengemeinden
| - Kirchengemeinde St. Petrus und Paulus, Apytalaukis - Kirchengemeinde Dotnuva - Kirchengemeinde Herz-Jesu, Gudžiūnai - Kirchengemeinde Allerheiligen, Josvainiai - Kirchengemeinde St. Georg, Kėdainiai - Kirchengemeinde St. Joseph, Kėdainiai - Kirchengemeinde St. Matthäus, Krakės - Kirchengemeinde Zur Göttlichen Vorsehung, Labūnava - Kirchengemeinde St. Kasimir, Lančiūnava | - Kirchengemeinde Mariä Heimsuchung, Paberžė - Kirchengemeinde Mariä Heimsuchung, Pagiriai - Kirchengemeinde Pajieslis - Kirchengemeinde Pernarava - Kirchengemeinde Surviliškis - Kirchengemeinde Herz-Jesu, Šaravai - Kirchengemeinde Heilige Dreifaltigkeit, Šėta - Kirchengemeinde Šlapaberžėa - Kirchengemeinde Šventybrastis |